# Clerks II
Clerks II es una comedia estadounidense de 2006 escrita y dirigida por Kevin Smith. Se trata de la séptima película del director y la segunda parte de su ópera prima, Clerks (1994), que fue tan bien acogida por público y crítica. 
La película mantiene a sus personajes principales, Dante Hicks (Brian O'Halloran) y Randal Graves (Jeff Anderson), además de los más emblemáticos personajes del "Universo Smith" Jay (Jason Mewes) y Bob el silencioso (Kevin Smith). Además, aparecen nuevos personajes como Elias Grover (Trevor Fehrman), Becky Scott (Rosario Dawson) y la prometida de Dante, Emma Bunting (Jennifer Schwalbach Smith).

## Argumento
Tras más de 10 años como cajero (de ahí el nombre Clerks) de supermercado, el incendio del Quick Stop hizo que Dante Hicks tuviera que buscarse la vida como vendedor de comida rápida en Mooby's. En este camino le acompañó su mejor amigo Randal Graves. La película empieza un año después y nos muestra su último día de trabajo en Nueva Jersey y la difícil decisión que tiene que tomar. Marcharse a Florida para casarse con su novia —que no es Verónica— y trabajar para el padre de ésta, además de dejar su casa y sus amigos.